# フェスティヴァル・ヴァリエーション
『フェスティヴァル・ヴァリエーション』（Festival Variations）は、クロード・トーマス・スミスが作曲した吹奏楽曲。

## 概要
アメリカ空軍軍楽隊（United States Air Force Band）と隊長のアーナルド・ゲイブリエル大佐（Col. Arnald D. Gabriel）の委嘱で作曲された。初演は1982年2月10日にテキサス州サンアントニオで開催された音楽教育者全米会議（MENC）とテキサス州音楽教育者協会（TMEA）の合同大会の席上で委嘱者によって行われ、創立75周年記念作品としてMENCに献呈された。
主題の断片に基づくホルンの斉奏で開始され、主題と4つの変奏、主題の再現とコーダで構成される変奏曲の形を取るが、大きくは吹奏楽曲によく見られる早い－遅い－早いの三部形式で書かれている。
ゲイブリエルは「壮麗なロマンチシズムと輝かしい技巧的なパッセージを持つフェスティヴァル・ヴァリエーションは、間違いなく20世紀の記念碑的作品の一つと位置付けられるだろう」といった趣旨の賛辞をスコアに寄せている。
自身もホルン奏者でありホルンを知り尽くしていたスミスは、この曲でホルンに非常に難度の高いパッセージを多く書いている。これは当時の空軍軍楽隊の首席ホルン奏者であるジョニー・ウッディー最上級曹長（CMSgt Johnny Woody）が作曲者のカンザス大学時代のよきライバルだったため、そのちょっとした仕返しであることを明らかにしている。また、チューバ奏者のロバート・ダニエル曹長（MSgt Robert Daniel）やユーフォニアム奏者のブライアン・ボーマン最上級曹長（CMSgt Brian Bowman）とも親しかったため、これらの楽器にもカデンツァを書いている。
日本では1984年に委嘱者による演奏がNHK-FM「ブラスのひびき」で紹介されると、当時の吹奏楽曲としては他に類を見ない華々しいサウンドや高い演奏難度、上述のエピソードにより話題となった。
演奏時間は約10分。楽譜は1982年にアメリカのウィンガート＝ジョーンズ社（Wingert-Jones Publications）から出版。

## 編成
| 木管   | 木管                 | 金管                      | 金管                      | 弦・打                    | 弦・打                                                              |
| ------ | -------------------- | ------------------------- | ------------------------- | ------------------------- | ------------------------------------------------------------------- |
| Fl.    | 2, Picc.             | Tp.                       | 3                         | Cb.                       | ●                                                                   |
| Ob.    | 2                    | Hr.                       | 4                         | Timp.                     | ●                                                                   |
| Fg.    | 2                    | Tbn.                      | 4                         | 他                        | S.D., B.D., Cym., Tam-t., Tri., Tamb., Glocken., Mari., Xylo., Vib. |
| Cl.    | 3, E♭, Alto, Bass    | Eup.                      | ●                         | 他                        | S.D., B.D., Cym., Tam-t., Tri., Tamb., Glocken., Mari., Xylo., Vib. |
| Sax.   | Alt. 2 Ten. 1 Bar. 1 | Tub.                      | ●                         | 他                        | S.D., B.D., Cym., Tam-t., Tri., Tamb., Glocken., Mari., Xylo., Vib. |
| その他 | その他               | Piano, Harp, Vc. (option) | Piano, Harp, Vc. (option) | Piano, Harp, Vc. (option) | Piano, Harp, Vc. (option)                                           |